# San Paolo della Croce a Corviale (titolo cardinalizio)
San Paolo della Croce a Corviale (in latino: Titulus Sancti Pauli a Cruce in “Corviale”) è un titolo cardinalizio istituito da papa Giovanni Paolo II il 25 maggio 1985. Il titolo insiste sulla chiesa di San Paolo della Croce.
Dal 24 novembre 2007 il titolare è il cardinale Oswald Gracias, arcivescovo emerito di Bombay.

## Titolari
- Louis-Albert Vachon (25 maggio 1985 - 29 settembre 2006 deceduto)
- Oswald Gracias, dal 24 novembre 2007